# Arsenie Boca
Arsenie Boca, születési nevén Zian Boca (Felváca, 1910. szeptember 29. – Szinaja, 1989. november 28.), román ortodox szerzetes pap, teológus, muralista, a felsőszombatfalvi Brâncoveanu-kolostor, majd a felsőszilvási ortodox kolostor apátja. Karizmatikus személyisége több ezer hívőt vonzott a kolostorokba, emiatt a Securitate meghurcolta. A romániai kommunista munkatáborok egyik mártírja: előbb a Securitate brassói börtönébe zárták, majd politikai fogolyként a Duna–Fekete-tenger-csatorna építésére vezényelték kényszermunkára, ez követően pedig előbb Jilaván, Bukarestben, Temesváron, majd Nagyváradon tartották fogva.

## Életút
Arsenie Boca 1929-ben a brádi Avram Iancu Nemzeti Ortodox Gimnáziumba járt, amelyet évfolyamelsőként végzett el. Ugyanebben az évben Zian Boca laikus névvel beiratkozott a nagyszebeni Teológiai Akadémiára, amelyet 1933-ben végzett el.
Nicolae Popovici tanár javaslatára Nicolae Bălan erdélyi metropolitától ösztöndíjat kapott, hogy a bukaresti Képzőművészeti Intézetben tanuljon. Ezzel párhuzamosan az Orvostudományi Karon Francisca Rainer professzor kurzusait és Nichifor Crainic professzor keresztény miszticizmusról szóló előadásait hallgatta a bukaresti Teológiai Karon.
Elbűvölte a Lajtorjás Szent János Az égbe vezető lajtorja című írása, amit mindössze öt hónap alatt románra fordított.
Nicolae Bălan javaslatára felkereste Athosz Szent Hegyét, ahol a szerzetesi élethez kapcsolódó lelki élményben volt része. 1935-ben a Hittudományi Akadémia végzőseként aldiakónussá avatták. 1936. szeptember 11-én Nicolae Bălan metropolita diakónussá szentelte. 1939-ben három hónapot töltött az Athosz-hegyi Román Prodrom kolostorban, majd a Brassó megyei felsőszombatfalvi kolostorban szentelték fel.
1940-ben szerzetessé, majd 1942-ben pappá szentelték, s a Brâncoveanu kolostor apátjává nevezték ki, amelyet később felújított.
Románia Szovjet hadsereg általi megszállása után Arsenie atyát először Râmnicu Vâlceaban tartóztatták le 1945. július 17-én, majd július 30-án engedték szabadon, mivel ártatlannak találták.
1948. május 14-én ismét letartóztatták, mert élelmiszerrel segítette a Fogarasi-havasokban élő keresztény antikommunista fegyvereseket, letartóztatását követően másfél hónapig kínozták,
Nicolae Bălan metropolita 1948 novemberében a felsőszombatfalvi kolostorból a Prislop-kolostorba helyezte át. Ott apátnak nevezték ki, majd miután az istentiszteleti hely apácakolostor lett, átvette a kolostor papja szerepét, amit a letartóztatások és nyomozások miatt megszakításokkal tudott csak ellátni.
1950. január 15-én harmadszor is letartóztatták. 1951. március 23-ig a Duna-Fekete-tenger-Csatornához deportálták kényszermunkára. Szabadon bocsátását Justinian Marina pátriárkának köszönhette, aki figyelmeztette Teohari Georgescu minisztert a fogarasi lakosok lázadásának veszélyére. 1953 pünkösdjén ismét nyomozást indítottak ellene, majd letartóztatták és 1955. október 5-től 1956. áprilisig Temesváron, Jilaván és Nagyváradon tartották fogva. 1959-ben pénzügyi visszaélésekkel vádolták meg, hogy jogellenesen megfoszthassák a szerzetességtől, és eltilthassák az oltári szolgálattól. (Halála után, 1998-ban rehabilitálták.)
Bukaresti bujdosása következett, ahol mindig mellőzött volt. Nyugdíjba vonulásáig, 1968-ig a Securitate felügyelete alatt templomfestőként dolgozott.
1984 után visszavonult Szinajára, majd 1989. november 28-án 79 évesen halt meg. 
1989. december 4-én, kívánsága szerint, a Prislop-kolostor kertjében temették el.
Arsenie Boca sírja jelentős zarándokhellyé vált.  

## Irodalmi művei
- Cărarea împărăției, az Aradi Román Ortodox Püspökség kiadója, 1995
- Lupta duhovnicească, Agaton Kiadó, Fogaras, 2009
- Trepte spre viețuirea în monahism, Teognost Kiadó, Kolozsvár, 2003 – ISBN 973-85376-6-5
- Cuvinte vii, Déva, 2006

## Emlékezete
Az Erdély szentjének is nevezett Boca legendás népszerűségre tett szert a románok körében; napjainkra az egyik legnagyobb hatású ortodox szerzetesként tartják számon.
A román ortodox egyház először idegenkedett a Boca-kultusztól, mely a 2010-es évek közepén érte el tetőpontját Romániában. A felsőszilvási ortodox kolostorban található sírja a 2000-es évek elején még teljesen ismeretlen volt, másfél évtizeddel később viszont ünnepnapon már akár 50 000 zarándok is felkereste. A kolostort kibővítették, vendégházak épültek köré, és műutat építettek hozzá. 
Az egyház végül engedett, 2015-ben megkezdték Arsenie Boca szentté avatásának procedúráját.
A lelkesedés később alábbhagyott, a 2020-as évek elejére  a zarándokok száma néhány ezerre csökkent.

### Szobrok
- Arsenie Boca-mellszobor, Zilah, Sf. Vineri templom udvara
- Arsenie Boca-szobor, Vaideeni, Vâlcea megye. Anyaga bronz. Alkotója Ivan Jinaru

## Fordítás
- Ez a szócikk részben vagy egészben  az   Arsenie Boca című román Wikipédia-szócikk ezen változatának fordításán alapul.  Az eredeti cikk szerkesztőit annak laptörténete sorolja fel. Ez a jelzés csupán a megfogalmazás eredetét és a szerzői jogokat jelzi, nem szolgál a cikkben szereplő információk forrásmegjelöléseként.